# Sư Đàm

Vị trí tại Miêu Lật

Sư Đàm (tiếng Trung: 獅潭鄉; bính âm: Shītán Xiāng) là một hương (xã) của huyện Miêu Lật, tỉnh Đài Loan, Trung Hoa Dân Quốc (Đài Loan). Hương nằm trên vùng bán sơn địa và có khí hậu ôn hòa. Tổng diện tích của Sư Đàm là 79,4320 km², dân số vào tháng 8 năm 2011 là 4.841 người thuộc 1.681 hộ gia đình, mật độ cư trú đạt 60,9 người/km².